# Comte Spencer

Armes des comtes Spencer.

Comte Spencer est un titre de la pairie de Grande-Bretagne créé le 1er novembre 1765, avec le titre subsidiaire de vicomte Althorp, d'après Althorp dans le comté de Northampton, pour John Spencer, 1er vicomte Spencer, un arrière-petit-fils de John Churchill, 1er duc de Marlborough. John Spencer avait été créé vicomte Spencer, d'Althorp dans le Northamptonshire, et baron Spencer d'Althorp, le 3 avril 1761.
Charles Spencer, futur 6e comte Spencer, fut créé vicomte Althorp, de Great Brington dans le Northamptonshire, le 19 décembre 1905, dans la pairie du Royaume-Uni.
Le titre de courtoisie du fils aîné et héritier du comte Spencer est vicomte Althorp.
Le siège familial est à Althorp dans le Northamptonshire. Les biens familiaux comprennent d'importantes propriétés foncières dans le reste du pays, entre autres le village de North Creake dans le Norfolk.
Lady Diana était la plus jeune fille du 8e comte.

## Vicomtes Spencer (1761)
- John Spencer (1734-1783), créé comte Spencer en 1765.

## Comtes Spencer (1765)
- 1765-1783 : John Spencer, 1er comte Spencer (1734-1783) ;
- 1783-1834 : George John Spencer, 2e comte Spencer (1758-1834), fils du précédent ;
- 1834-1845 : John Charles Spencer, 3e comte Spencer (1782-1845), fils du précédent ;
- 1845-1857 : Frederick Spencer, 4e comte Spencer (1798-1857), frère du précédent ;
- 1857-1910 : John Poyntz Spencer, 5e comte Spencer (1835-1910), fils du précédent, Lord lieutenant d'Irlande ;
- 1910-1922 : Charles Robert Spencer, 6e comte Spencer (1857-1922), frère du précédent ;
- 1922-1975 : Albert Spencer, 7e comte Spencer (1892-1975), fils du précédent ;
- 1975-1992 : Edward John Spencer, 8e comte Spencer (1924-1992), fils du précédent ;
- depuis 1992 : Charles Spencer, 9e comte Spencer (né en 1964), fils du précédent.
- L'héritier apparent est son fils aîné, Louis Spencer, vicomte Althorp (né en 1994).

## Sources
- (en) Cet article est partiellement ou en totalité issu de l’article de Wikipédia en anglais intitulé « Earl Spencer » (voir la liste des auteurs).